# Em Plenas Nuvens
Parachute Jumper (bra/prt: Em Plenas Nuvens) é um filme pre-Code estadunidense de 1933, do gênero comédia dramática, dirigido por Alfred E. Green, estrelado por Douglas Fairbanks, Jr., e coestrelado por Leo Carrillo, Bette Davis e Frank McHugh. O roteiro de John Francis Larkin foi baseado na história original "Some Call It Love", de Rian James.

## Sinopse
Para compartilhar as despesas,  os desempregados Bill Keller (Douglas Fairbanks, Jr.) e "Toodles" Cooper (Frank McHugh) vão morar no apartamento de Patricia "Alabama" Brent (Bette Davis). Bill finalmente acaba sendo contratado como motorista da amante de Kurt Weber (Leo Carrillo) e, posteriormente, torna-se um guarda-costas. Patricia também é contratada, sem saber, como taquígrafa para Weber. "Toodles" acaba seguindo os passos de Bill, mas quando eles são forçados a pilotar um avião que procura contrabandear drogas para os Estados Unidos, eles tentam sair dessa confusão.

## Elenco
- Douglas Fairbanks, Jr. como Bill Keller
- Leo Carrillo como Kurt Weber
- Bette Davis como Patricia "Alabama" Brent
- Frank McHugh como "Toodles" Cooper
- Claire Dodd como Sra. Newberry
- Harold Huber como Steve
- Thomas E. Jackson como Tenente Coffey

## Produção
No início de outubro de 1932, vários meses antes do lançamento do filme, o jornal de entretenimento The Film Daily informou que a Warner Bros. havia alterado o título da produção de "Parachute" para "Parachute Jumper".
Dos muitos filmes feitos por Bette Davis, ela classificou esse em último lugar. Mais do que somente ter problemas com o roteiro, ela via sua personagem como mais uma em uma longa lista de papéis insignificantes que não estavam alavancando sua carreira, o que a fez reclamar vigorosamente com Jack L. Warner sobre a designação de seus projetos.

Com a aviação sendo o tema central do filme, o piloto de cinema de Hollywood Paul Mantz assinou com sucesso o contrato para realizar as sequências de voo da produção. As aeronaves utilizadas foram o Buhl CA-6 Airsedan, Curtiss Fledgling, Fairchild 71 e Stearman C3R.

## Recepção
Mordaunt Hall, em sua crítica para o The New York Times, chamou o filme de "um conto de aventura em movimento rápido no ar e na terra ..." Essa resenha resumiu o formato de crime e aventura aéreo que já havia sido explorado em vários outros filmes do período. Em uma revisão posterior, Leonard Maltin o chamou de "programador rápido e agradável da Warner Brothers".

### Bilheteria
De acordo com os registros da Warner Bros., o filme arrecadou US$ 238.000 nacionalmente e US$ 156.000 no exterior, totalizando US$ 394.000 mundialmente.

## Na cultura popular
Clipes de "Parachute Jumper" são apresentados no prólogo da primeira versão cinematográfica de "What Ever Happened to Baby Jane?" (1962) como exemplo da suposta má qualidade da atuação de Jane Hudson (Bette Davis), que tentava ser uma atriz renomada como sua irmã.
Em uma entrevista sobre sua carreira no cinema, Douglas Fairbanks, Jr. descreveu o filme como "horrível".